# کشاورزی در مصر باستان

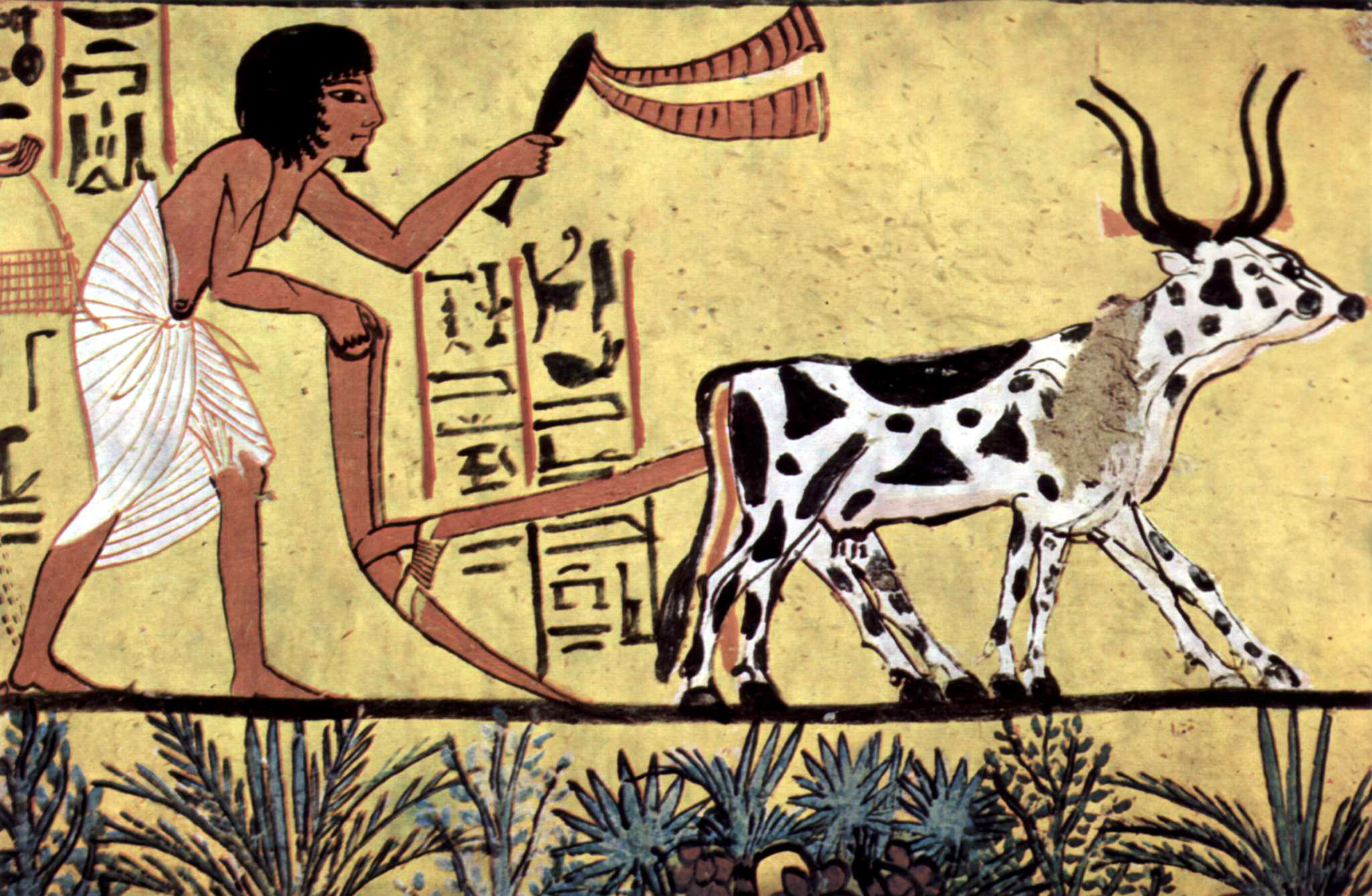
شخم زدن با کمک گاوی که به او گاوآهن بسته شده است. مقبره سِن-نیجم (١٢۰۰قبل از میلاد)

تمدن مصر باستان مدیون رودخانه نیل و طغیان سالیانه آن بود. قابل پیش بینی بودن این طغیان سالیانه رود نیل و خاک حاصلخیز اطراف این رودخانه به مصریان اجازه داد تا بر اساس کشاورزی، امپراتوری بزرگ خود را بسازند. مصریان باستان به عنوان یکی از اولین جمعیت‌های بشری شناخته می شوند که کشاورزی را در مقیاس وسیع انجام دادند. این امر به دلیل نبوغ مصریان در توسعه آبیاری حوضچه‌ای امکان پذیر شد. که در این روش سیلاب سالیانه نیل در تابستان اتفاق می‌افتاد، گودال‌هایی را که مصریان حفر کرده بودند را پر می‌کرد شیوه های کشاورزی آنها به آنها اجازه می داد تا محصولات غذایی اصلی و استراتژیک، به ویژه غلاتی مانند گندم و جو، و محصولات صنعتی مانند کتان و پاپیروس را کشت کنند.

## آغاز کشاورزی
در غرب دره نیل، صحرای شرقی محل ظهور چندین تمدن نوسنگی بود. در طول دوره پر بارش نوسنگی، این منطقه از لحاظ پوشش گیاهی غنی بود و جمعیت انسان در صحرا در حدود هشت هزار سال قبل از میلاد به طور قابل توجهی افزایش یافته بود. آنها با شکار و ماهیگیری در دریاچه های محلی و با جمع آوری غلات وحشی صحرا که فراوان بود، زندگی می کردند. غلاتی مانند براکیاریا، سورگوم دورنگ و اورچلوآ منبع مهمی از غذا بودند. دوره پر بارش نوسنگی به تدریج رو به پایان بود و در حدود ۶۰۰۰ تا ۵۰۰۰ سال پیش به پایان رسید. خیلی قبل‌تر از آن زمان، گله‌داران مهاجر به مناطق دیگر آفریقا رفتند، بعضی هم به دلتای نیل نیز رفتند، جایی که مستعد شروع کشاورزی و دامداری بود. 

واحه داخله در نیمه غربی رود نیل (مصر) واقع شده است. در ۳۵۰ کیلومتری رود نیل بین واحه های فرافره و الخارجه قرار دارد. در داخله، مردم باشندی در دوره پر بارش نوسنگیعشایر دامدار بودند. آن‌ها در سکونتگاهی ساخته‌شده با تخته سنگ زندگی می‌کردند. در جاهای دیگر در صحرای نیمه غربی مصر، گروه‌هایی شبیه باشندی نیز در واحه فرافره و نبتا پلایا در جنوب ساکن شده‌اند. باشنی ها از آسیاب های ماسه سنگی برای آسیاب ارزن وحشی محلی و سورگوم استفاده می کردند. در واحه فرافره، یک بز متعلق به حدود ۶۱۰۰ سال قبل از میلاد در روستای دره پنهان پیدا شد. در نابتا پلایا، بقایای گوسفند، بز و گاو در حدود ۶۰۰۰ سال قبل از میلاد یافت شد. با این حال، بزها و گاوها تقریباً تنها عناصر عصر نوسنگی از خاور نزدیک هستند که ساکنان واحه آن را پذیرفته بودند. واحه فیوم نیز شواهدی برای کشاورزی در همان دوره را ارائه می دهد. گوسفند، بز، خوک و گاو از چارپایان اهلی اینجا بودند. قدمت حضور گوسفندان در محل قصرالسقا به ۵۳۵۰ سال قبل از میلاد و بز و گاو در سال ۵۱۵۰ قبل از میلاد می‌رسد. قدمت کشت محصولات زراعی در فیوم مانند گندم دو دانه و جو در سایتهای باستان شناسی Kom K و Kom W، به تاریخ۴۲۰۰-۴۵۰۰ قبل از میلاد بر‌ می‌گردد

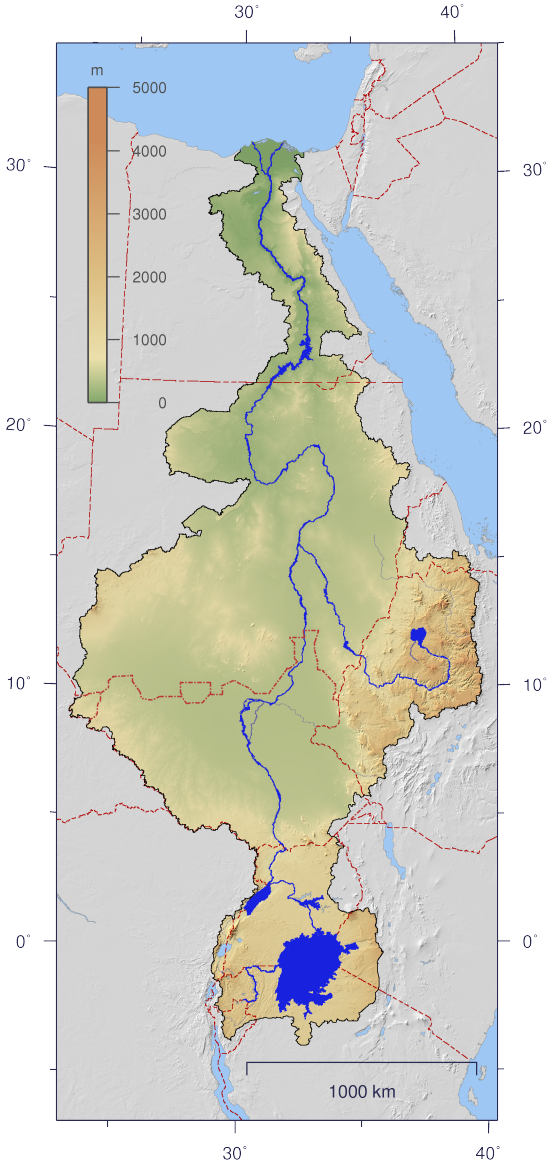
حوضه آبریز رود نیل

### نیل و کاشت در زمین‌های کشاورزی
تمدن مصر باستان در آب و هوای خشک شمال آفریقا توسعه یافت. این منطقه با صحراهای عربستان و لیبی است. نیل طولانی ترین رودخانه جهان است که از دریاچه ویکتوریا در به سمت شمال جریان دارد و در نهایت به دریای مدیترانه می‌ریزد. رود نیل دو شاخه اصلی دارد: نیل آبی که از اتیوپی سرچشمه می گیرد و نیل سفید که از اوگاندا می ریزد. در حالی که نیل سفید در نظر گرفته می‌شود طولانی‌تر و آسان‌تر از آن عبور کرد، نیل آبی در واقع حدود دو سوم حجم آب رودخانه را به خود اختصاص می‌دهد. نام این دو شاخه نیل برگرفته شده از رنگ آبی است که دیده می‌شود. این دو شاخه در خارطوم گرد هم می آیند و نیل بزرگ را و با رسیدن به مصر دوباره شاخه می شوند و دلتای نیل را تشکیل می دهند.
مصریان باستان از الگوی دوره طغیان سالیانه طبیعی رود نیل استفاده می‌کردند. طغیان رود نیل نتیجه بارش‌های موسمی سالانه بین ماه‌های مه و آگوست است. از آنجایی که این سیل کاملاً قابل پیش بینی بود، مصری ها توانستند شیوه های کشاورزی خود را بر اساس این سیلاب، در اطراف نیل توسعه دهند. سطح آب رودخانه از ماه آگوست تا ماه سپتامبر افزایش می‌یابد و دشت سیلابی و دلتا در اوج سیل توسط  ۱/۵ متر آب، زیر آب می رود. این طغیان سالانه رودخانه  با کاهش سیل در ماه اکتبر، کشاورزان مصری را با حفره‌های پرآب و خاک حاصلخیز برای کاشت محصولات خود، روبرو می‌کردند. خاک به جا مانده از سیل به عنوان سیلت شناخته می‌شود که از ارتفاعات اتیوپی توسط رود نیل آورده شده است. کاشت در ماه اکتبر یعنی پس از پایان سیل انجام می‌شد و محصولات با حداقل مراقبت رشد کردند تا زمانی که بین ماه های مارس و مه به بار بنشینند. در حالی که طغیان رود نیل بسیار قابل پیش بینی تر و آرام تر از رودخانه های دیگر مانند دجله و فرات بود، اما همیشه هم آرام و کنترل شده نبود. سیلاب های زیاد مخرب بود و می توانست کانال هایی را که برای آبیاری ساخته شده بودند از بین ببرد. همچنین نبودن طغیان سالیانه نیل یک مسئله خطرناک و جدی را ایجاد کرد زیرا مصریان در صورت نبود این طغیان، از قحطی رنج می بردند.

### سیستم‌های آبیاری در مصر باستان
مصریان باستان برای استفاده بهینه از آب رودخانه نیل، سیستم های آبیاری خود را توسعه دادند. آبیاری به مصریان این امکان را می‌داد که از آب‌های رود نیل برای اهداف مختلف استفاده کنند. به طور قابل توجهی، آبیاری به آنها توانایی کنترل و مدیریت بیشتری بر کارهای کشاورزی خود داد. آب‌های سیلاب از مناطق خاصی مانند شهرها و باغ‌ها دور می‌شدند تا از ایجاد خسارت توسط سیل جلوگیری شود. از آبیاری برای تامین آب آشامیدنی مصری‌ها نیز استفاده می‌شد. با وجود این که آبیاری برای موفقیت و پیشرفت در کشاورزی مصریان باستان بسیار مهم بود، امّا هیچ مقررات حکومتی یا قوانین ایالتی در مورد کنترل و مدیریت منابع آبی وجود نداشت. بلکه تعیین میزان و نوع آبیاری بر عهده خود کشاورزان و کشت‌کاران مصری بود. با این حال، اولین و مشهورترین اشاره به آبیاری در باستان شناسی مصر بر روی سر گرز پادشاه عقرب یافت شده است که تقریباً به ۳۱۰۰ سال قبل از میلاد مسیح، بر می‌گردد. سر گرز، پادشاه عقرب دوم را در حال حفر خندقی نشان می دهد که بخشی از شبکه آبیاری است. این تصویر از او، اهمیت آبیاری و مصر را برجسته می کند.

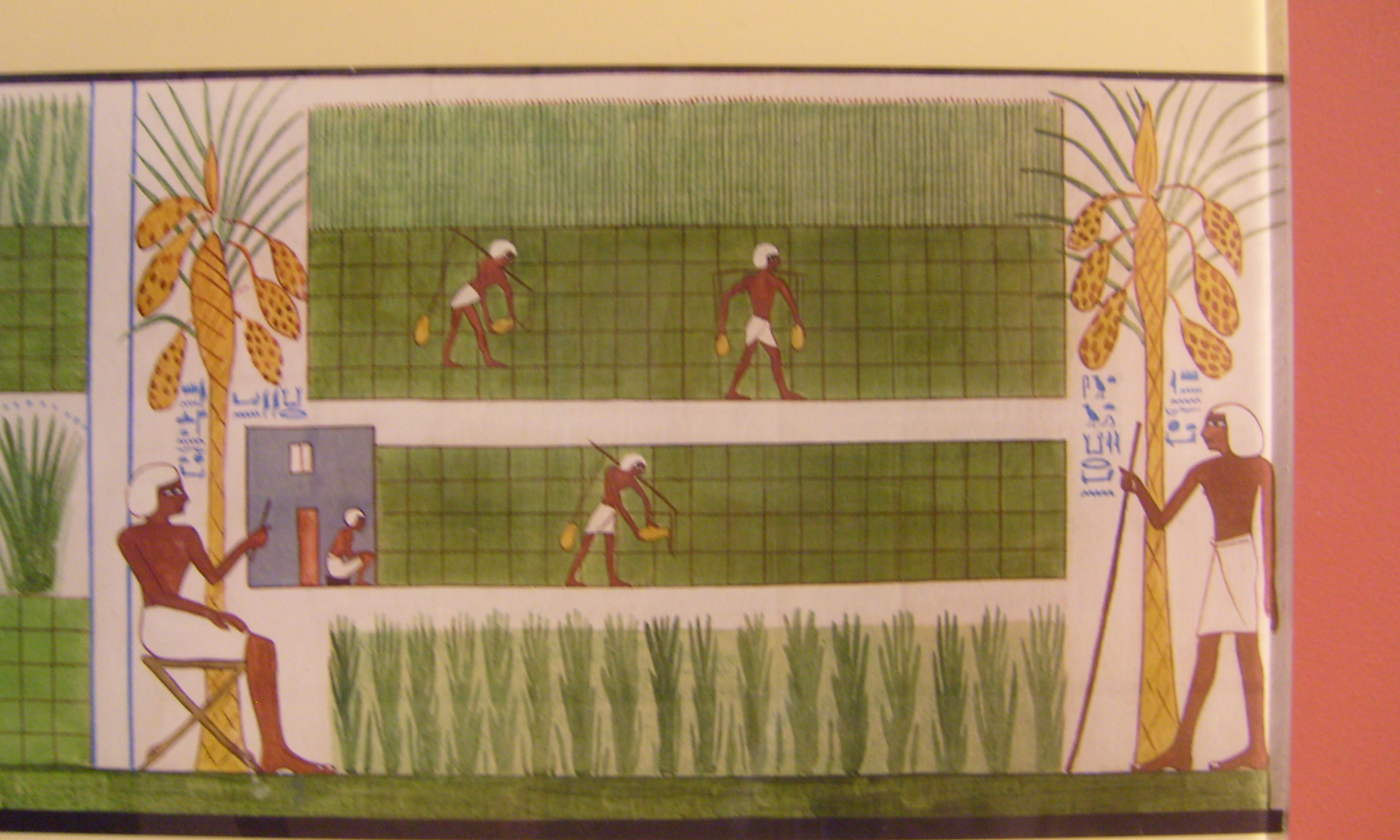
نمایی از کشتزارهای مصری

### آبیاری حوضچه ای
مصریان باستان نوعی مدیریت آب را به نام آبیاری حوضچه ای توسعه دادند و از آن استفاده کردند. این عمل به آنها اجازه داد تا بالا و پایین رفتن سطح آب رودخانه را کنترل کنند تا به بهترین وجه نیازهای کشاورزی خود را برآورده کنند. شبکه ای متقاطع از دیوارهای خاکی در کشتزارهای خود ایجاد می‌کردند. هنگامی که سیل می آمد، آب در حوضچه‌ها و گودال‌هایی که دیوارها تشکیل می دادند گیر می‌افتاد. این شبکه آب را بیشتر از آنچه که به طور طبیعی باقی می‌ماند، نگه می‌داشت و به زمین اجازه می داد تا برای کاشت بعدی کاملاً اشباع از آب شود. هنگامی که خاک به طور کامل آبیاری می‌شد، آبی که در حوضچه بالادست باقی میماند اساساً به حوضچه پایین دست دیگری که به آب بیشتری نیاز داشت وارد میشد.

### باغداری و باغبانی در مصر باستان
علاوه بر کاشت بذر در کشتزارها، در دشت های سیلابی، باغ‌ها نیز توسعه یافت. این باغ‌ها عموماً دورتر از دشت سیلابی نیل ساخته میشدند و در نتیجه، کار بسیار بیشتری را می طلبید. آبیاری دائمی مورد نیاز باغ ها، کشاورزان را مجبور می کرد تا آب را به صورت دستی از چاه یا رودخانه نیل برای آبیاری محصولات باغ خود حمل کنند. علاوه بر این، در حالی که رود نیل گل و لای می آورد که به طور طبیعی دره را بارور می کرد،اما باغ ها به دلیل دوری از رودخانه می‌بایست با کود کبوتر بارور می شدند. این باغ ها عموماً برای پرورش سبزیجات، انگور و درختان میوه استفاده می شدند.

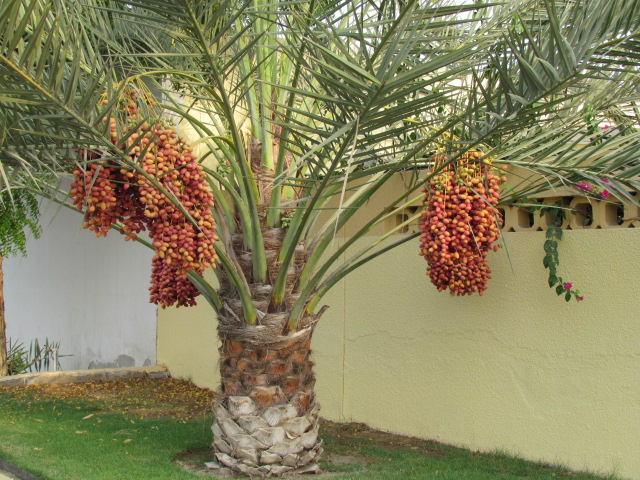
درخت نخل خرما که مصریان باستان هم به عنوان غذا و هم برای تهیه شراب از آن استفاده می کردند. مصریان یاد گرفته بودند که درختان را با دست گرده افشانی کنند
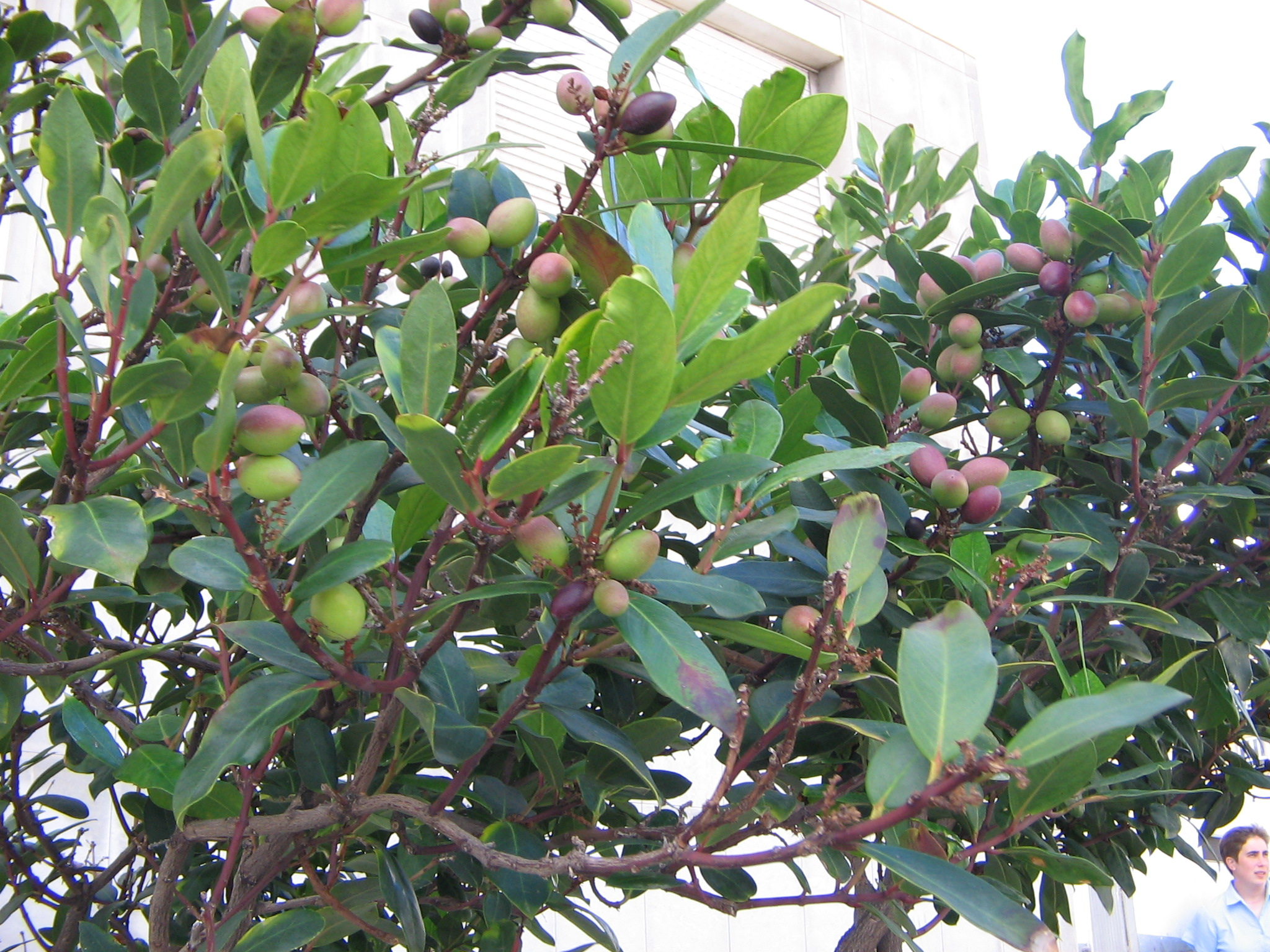
نوعی درخت(Persea indica) از خانواده آووکادو که در گذشته در مصر پرورش داده ‌می‌شد اما امروزه در جزایر قناری و آزور دیده می‌شود.
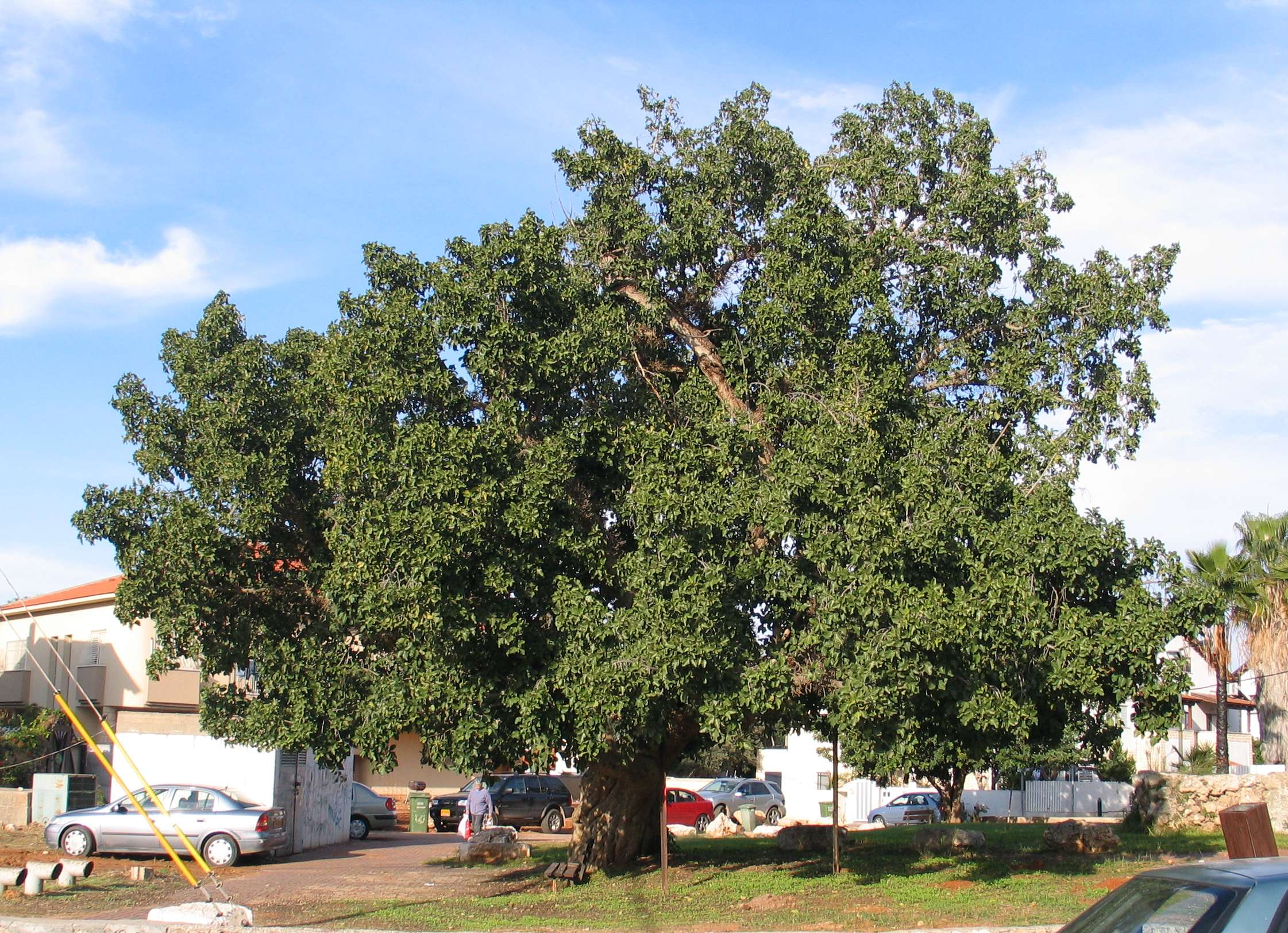
درخت چنار اغلب برای سایه کاشته می شد. همچنین اغلب در معابد کاشته می شد و از چوب آن برای ساختن تابوت برای مومیایی ها استفاده می شد.
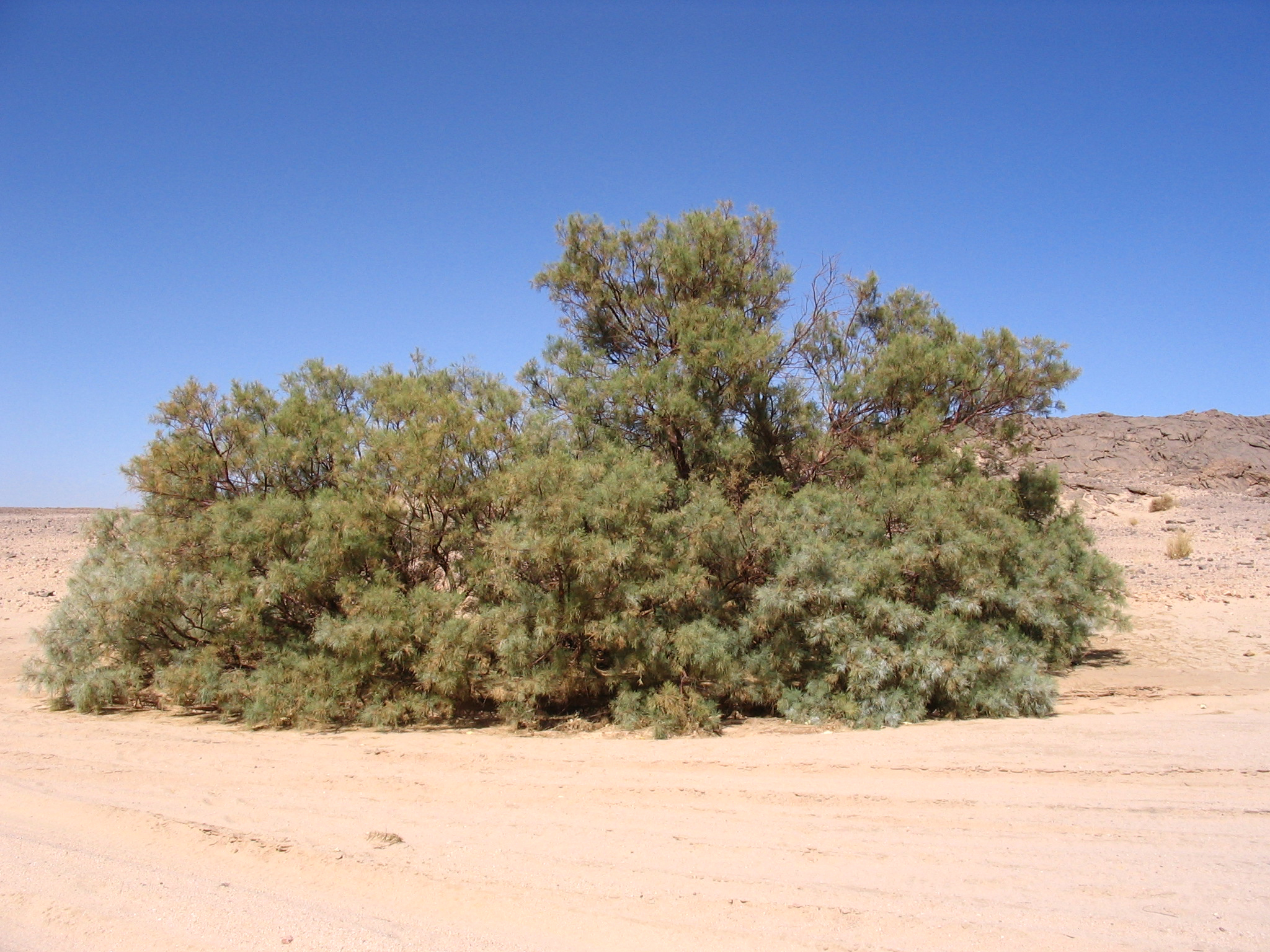
درخت گز که برای سایه استفاده می‌شد.
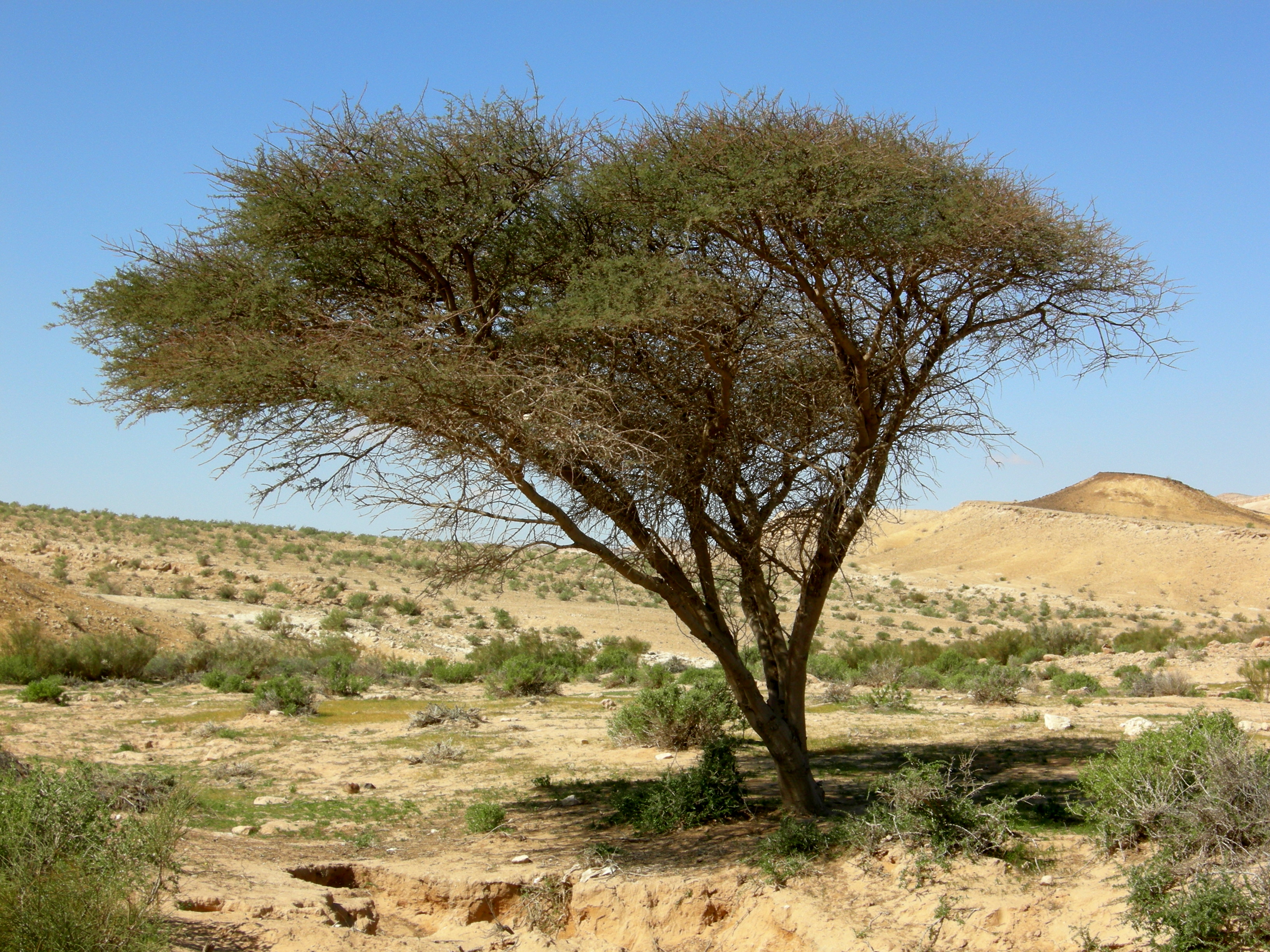
درخت آکاسیا با الهه‌ای اولیه اساطیر مصر مرتبط بود.
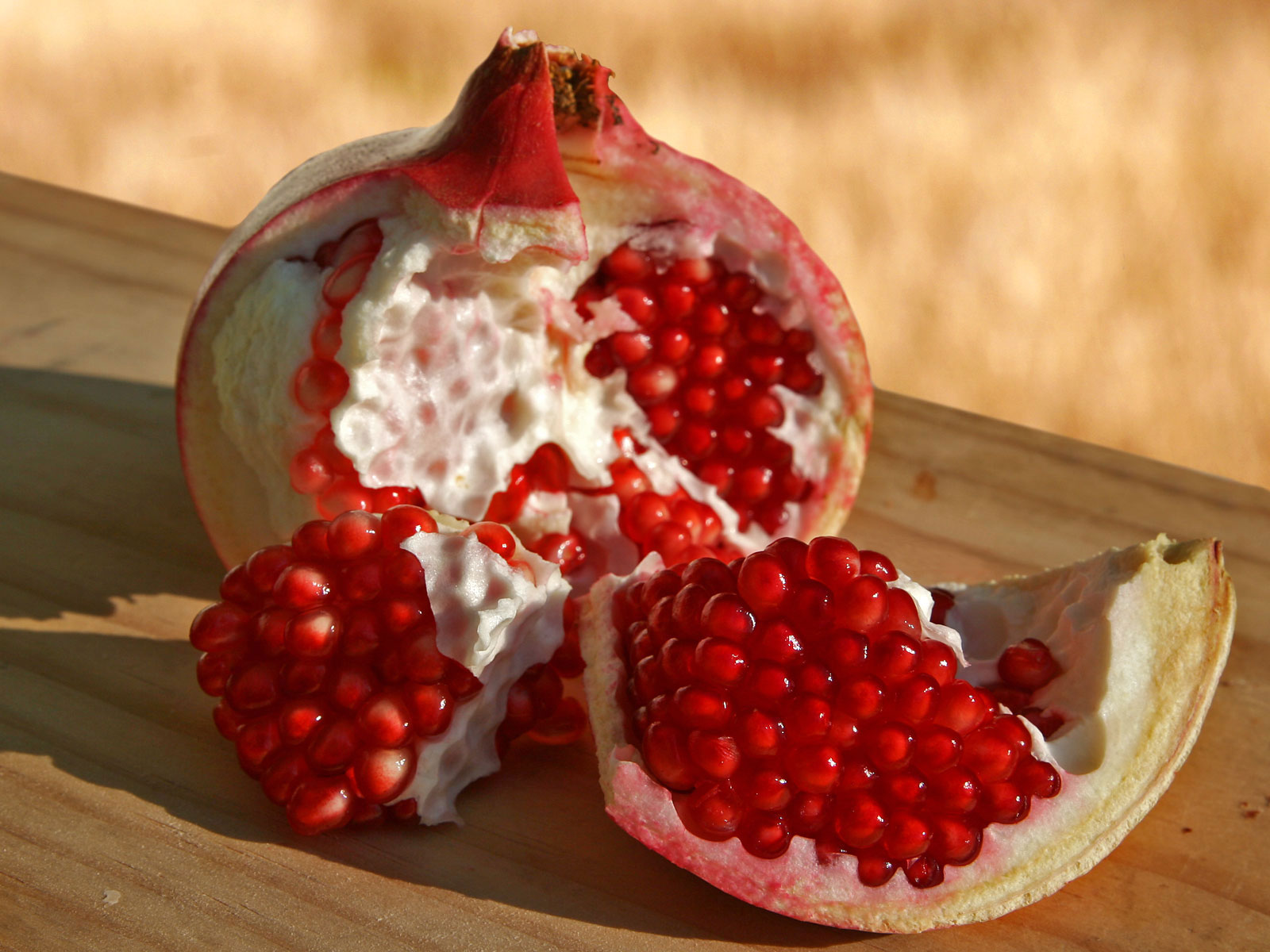
میوه درخت انار که در دوران پادشاهی نوین رواج داده شد، به عنوان دارویی در برابر بیماری‌های مختلف انگلی استفاده میشد.
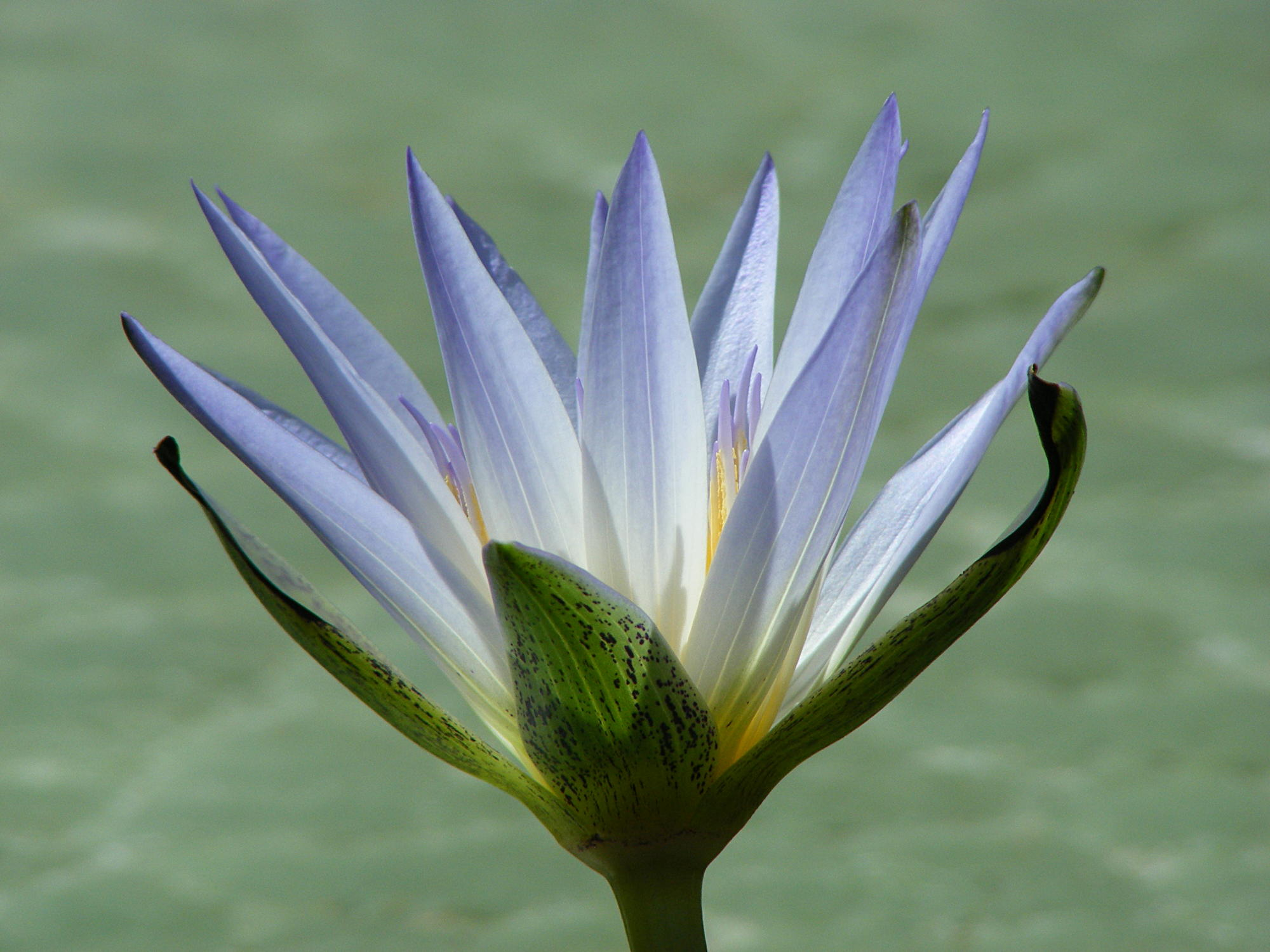
نیلوفر آبی مصری که در حوض‌ها و برکه‌ها در باغ یافت می‌شد
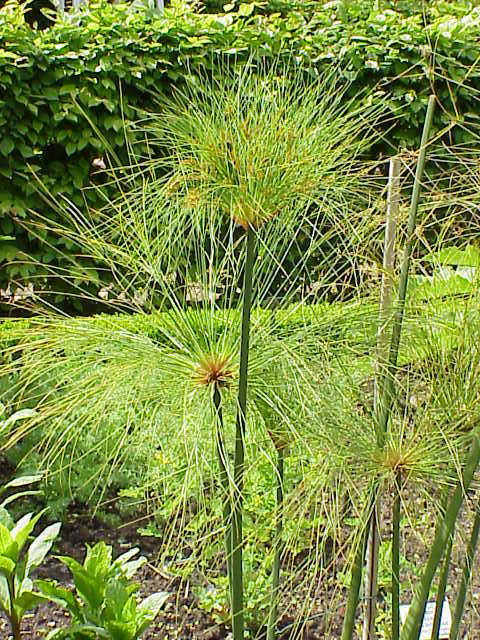
گیاه پاپیروس که برای صنعت کاغذسازی و گاهی آشپزی استفاده می‌شد.

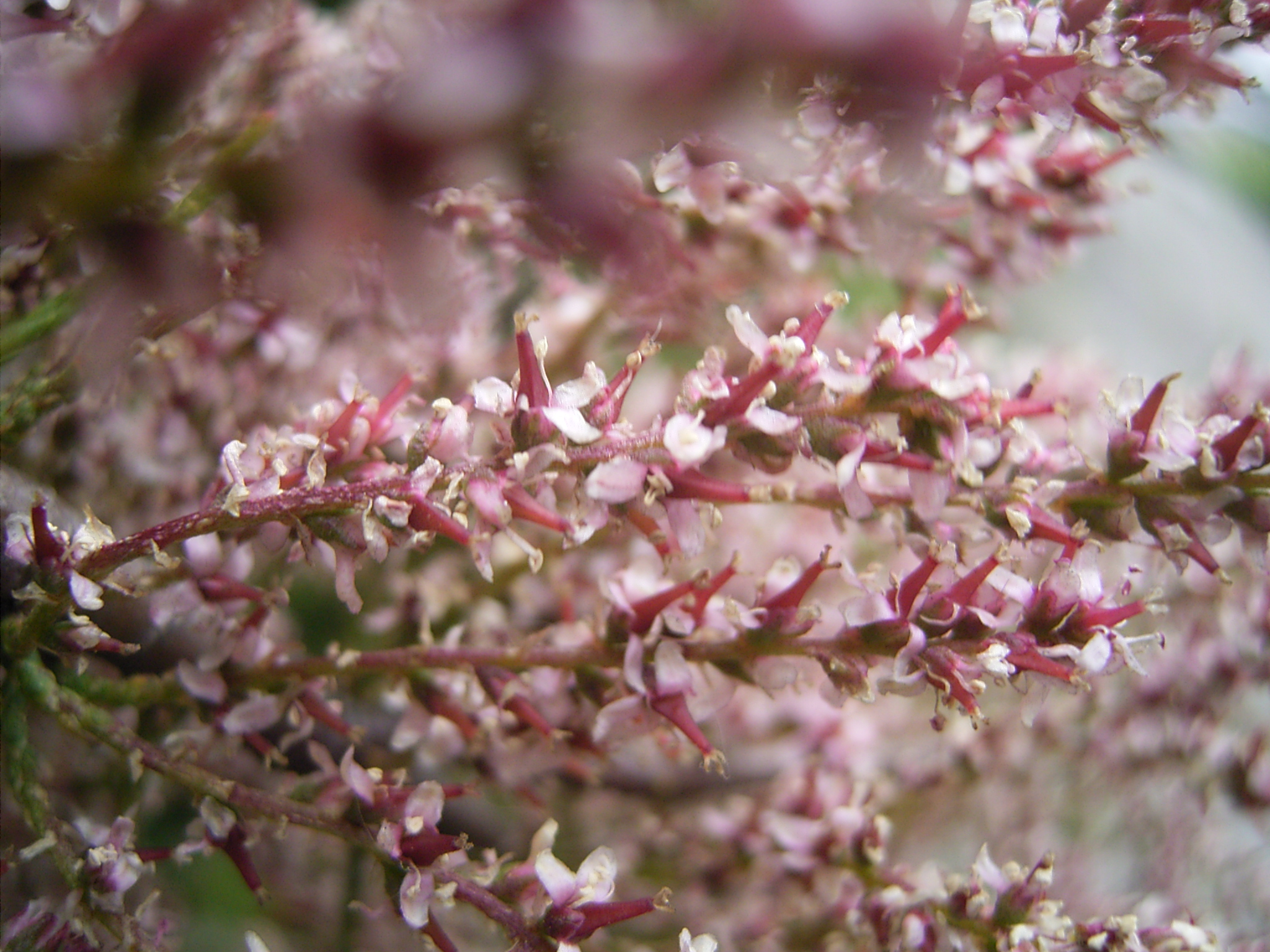
گل‌های درخت گزصورتی که در باغ اینه-نی یافت شده‌اند.

از درختان در باغ‌ها برای تولید میوه و سایه استفاده می شد. ١۹ گونه مختلف درخت در باغ های اینه-نی، معمار فرعون توتموس یکم (۱۵۰۴-۱۴۹۲ قبل از میلاد) یافت شد. درختان گز صورتی، آکاسیا و بید در باغ‌ها رایج بودند. درختان چنار و گز گاهی در جلوی معابد کاشته می‌شدند، همانطور که در معبد نبه‌پترا، از قرن یازدهم قبل از میلاد، کاشته می‌شد.

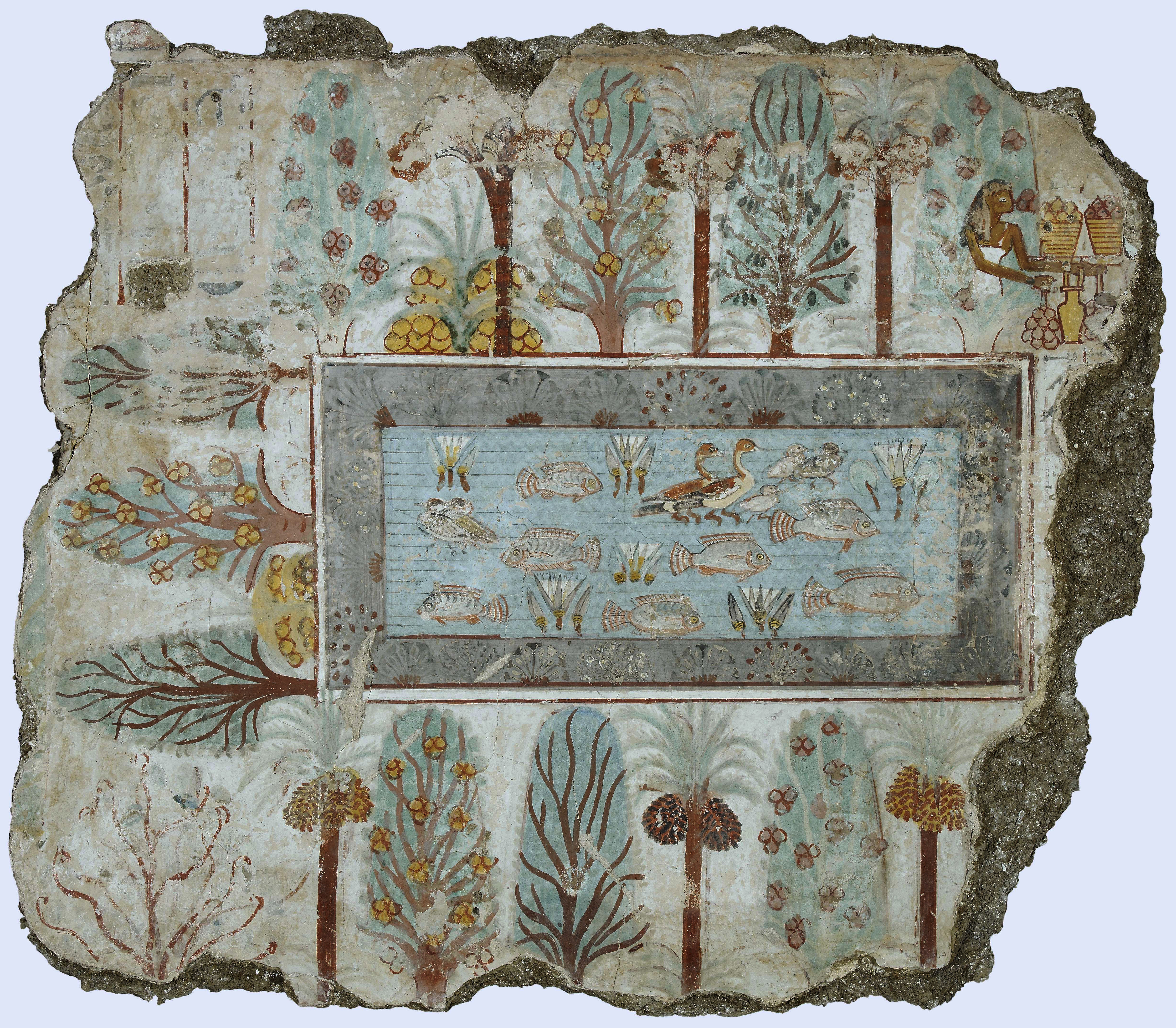
حوضچه ماهی مستطیلی با اردک و نیلوفر کاشته شده دور با نخل خرما و درختان میوه، در نقاشی دیواری از مقبره نبامون، تبس، سلسله هجدهم

مصریان باستان درخت چنار را از دوران پیش سلسله‌ای و از آغاز هزاره سوم پیش از میلاد کشت می کردند. اعتقاد بر این بود که این درخت زندگی است که در بین سرزمین زندگی و مرگ کاشته شده است. برخی از صندوق‌های مومیایی‌ها در مصر از چوب این درخت ساخته شده‌اند.
رایج ترین درختان میوه، انجیر و خرما بودند. درخت انار در دوران پادشاهی نوین معرفی شد و به دلیل عطر و رنگ قرمز آن، بسیار ارزشمند بود. از دیگر میوه های کشت شده در باغ ها عناب، زیتون و هلو بود. سبزیجات برای غذا یا برای آیین‌های مذهبی کاشته می‌شدند. کاهوی رومی مقدس در نظر گرفته می شد و با خدای تولید مثل مرتبط بود و اعتقاد بر این بود که یک داروی مقوی قوی است. از انگور برای تهیه کشمش و شراب استفاده می شد. نقاشی های مقبره نشان می دهد که انگورهای انگور گاهی در بالای آلاچیق ها کاشته می شدند تا سایه ای برای باغ ایجاد کنند. گل‌ها را در باغ‌ها برای ساخت بوته‌های تزئینی و برای استفاده در مراسم مذهبی پرورش می‌دادند. گل‌های رایج باغ عبارت بودند از: مهرگیاه و مینای چمنی، گل داوودی، شقایق و خشخاش، یاس و گل رز. برکه‌ها و حوض های مصری اغلب نیلوفر آبی و سفید  و با پاپیروس تزئین شده بودند.

## محصولات کشاورزی

### محصولات غذایی

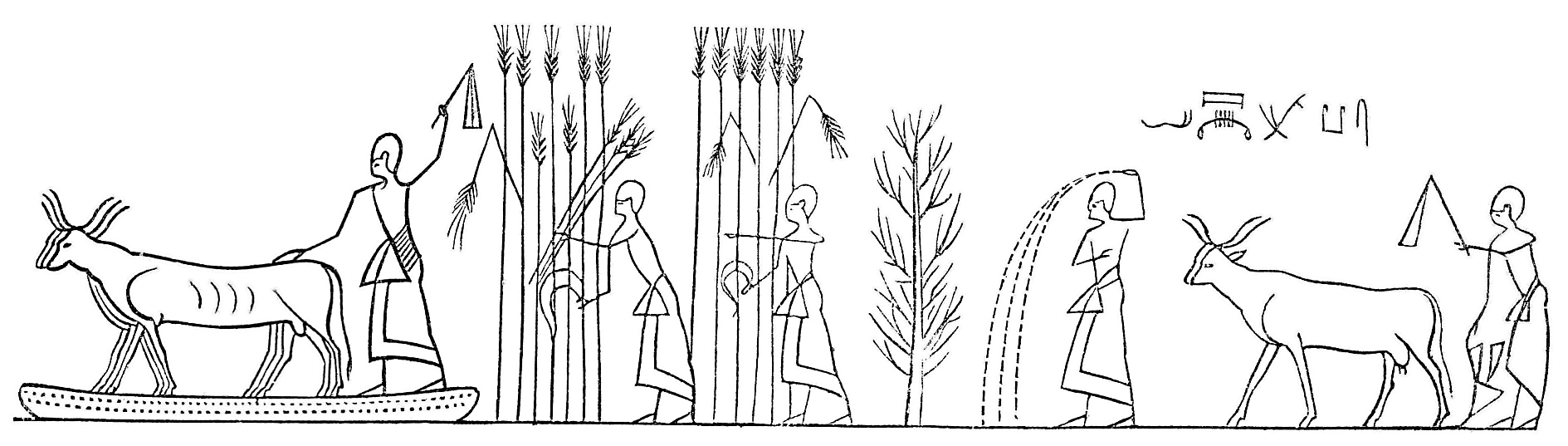
صحنه‌هایی از کشاورزی در کتاب مردگان: کاشت (راست)، برداشت (وسط) و خرمن‌کوبی (چپ).

مصریان انواع محصولات کشاورزی از جمله غلات، سبزیجات و میوه ها را برای مصرف کشت می کردند. با این حال، رژیم غذایی آنها حول چندین محصول اصلی، به ویژه گندم و جو می چرخید. غلات عمده کشت شده شامل گندم تک دانه و گندم دو دانه بود که برای تهیه نان کشت می‌شدند. سایر مواد اولیه برای اکثریت جمعیت شامل لوبیا، عدس و بعداً نخود و باقله بود. محصولات زیر زمینی، مانند پیاز، سیر و تربچه، همراه با سبزیجات، مانند کاهو و جعفری رشد می کردند.
میوه‌ها یکی از بن مایه‌های رایج آثار هنری مصری بودند که نشان می‌دهد رشد آن‌ها نیز با توسعه فناوری کشاورزی این تمدن، کانون اصلی تلاش‌های کشاورزی و باغداری بوده است. برخلاف غلات و حبوبات، میوه به تکنیک‌های کشاورزی پیچیده‌تر و سخت‌تر از جمله استفاده از سیستم‌های آبیاری، شبیه‌سازی، تکثیر و آموزش نیاز داشت. در حالی که اولین میوه های کشت شده توسط مصریان احتمالا بومی بوده اند، مانند خرما و سورگوم، میوه های بیشتری به عنوان سایر تأثیرات فرهنگی معرفی شدند. میوه‌هایی مانند انجیر، چنار، خرما و سیاه تلو، انگور و هندوانه در سرتاسر مصر قبل از سلسله یافت می‌شد، خرنوب، زیتون، سیب و انار در زمان پادشاهی جدید به مصریان معرفی شد. بعدها در دوره یونانی-رومی هلو و گلابی نیز کشت شد.

### محصولات صنعتی و الیافی
مصریان برای چیزی بیش از تولید غذا به کشاورزی متکی بودند. آنها از گیاهان برای دارو، به عنوان بخشی از اعمال مذهبی خود و در تولید لباس استفاده می‌کردند. گیاهان شاید متنوع ترین گزینه‌های مصرف را داشته باشند. از آنها در آشپزی، پزشکی، لوازم آرایشی و در فرآیند مومیایی کردن استفاده می کردند. بیش از ٢۰۰۰ گونه مختلف از گیاهان گلدار یا معطر در مقبره ها یافت شده است. پاپیروس یک محصول بسیار متنوع بود که به صورت وحشی رشد می کرد و همچنین کشت می شد. ریشه های این گیاه به عنوان غذا مصرف می شد، اما در درجه اول به عنوان یک محصول صنعتی برای کاغذسازی استفاده می‌شد. از ساقه این گیاه برای ساختن قایق، حصیر و کاغذ استفاده می شد. گیاه کتان یکی دیگر از محصولات مهم صنعتی بود که کاربردهای متعددی داشت. استفاده اولیه آن در تولید طناب و پارچه‌ای بود که ماده اصلی تولید پارچه برای لباس های مصریان باستان بود. حنا برای تولید رنگ کشت می شد.

## دامداری

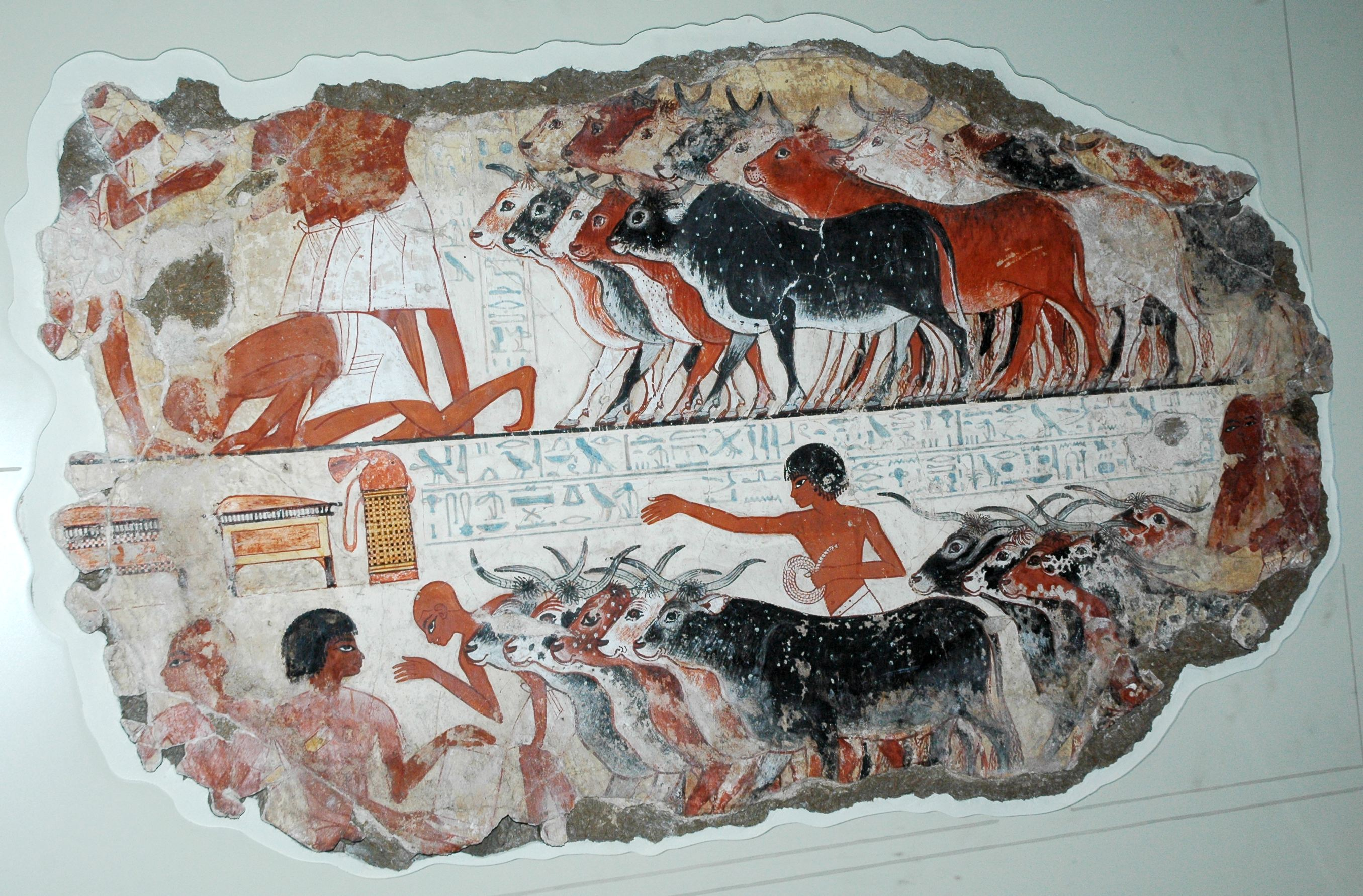
صحنه ای از تقدیم گاوهای مصری به نب آمون

### گاوداری
گاوهای مصر باستان چهار نوع اصلی داشتند: شاخ بلند، شاخ کوتاه، بدون شاخ و کوهان دار. قدیمی ترین شواهد وجود گاو در مصر مربوط به منطقه فیوم است که قدمت آن به هزاره پنجم قبل از میلاد می رسد.

### مرغداری
دستگاه‌های جوجه کشی ساخته شده توسط انسان، به نام اجاق تخم مرغ مصری، به قرن چهارم قبل از میلاد برمی گردد و برای تولید انبوه جوجه ها استفاده می شد.

## کشاورزی و مذهب در مصر باستان

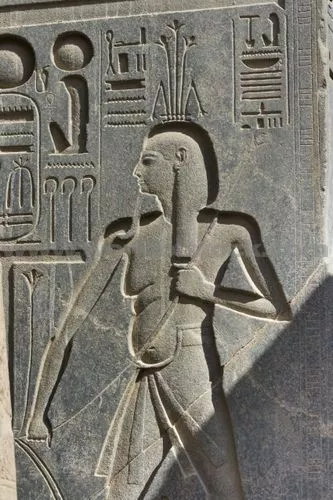
هاپی-خدای نیل

در مصر باستان، مذهب یکی از جنبه های بسیار مهم زندگی روزمره بود. بسیاری از مراسم مذهبی مصریان بر مشاهدات آنها از طبیعت، رود نیل و کشاورزی متمرکز بود. آنها از دین به عنوان راهی برای توضیح پدیده های طبیعی، مانند طغیان‌های چرخهای رود نیل و رشد محصولات کشاورزی استفاده کردند. اگرچه رودخانه نیل مستقیماً مسئول خوش شانسی یا بدبختی مصریان بود ولی آنها خود نیل را نمی پرستیدند. بلکه از خدایان خاص برای هر خوشبختی خود تشکر می کردند. مصریان باستان نامی برای رودخانه نگذاشتند و به سادگی از آن به عنوان "رود" یاد می کردند. اصطلاح «نیل» منشأ مصری ندارد.

### نقش خدایان در کشاورزی
مصریان باستان طغیان رود نیل را مرتبط با خدایی به نام هاپی می‌دانستند. با وجود این واقعیت که طغیان آب برای بقای کشاورزی و زندگی آنها بسیار مهم بود، اما هاپی به عنوان خدای اصلی در نظر گرفته نمی شد. او به‌عنوان چهره‌ای دارای اضافه وزن به تصویر کشیده شد که طغیان سالیانه نیل و سایر محصولات فراوان را به فراعنه تقدیم می‌کرد. معبدی هرگز به طور خاص برای هاپی ساخته نشد، اما زمانی که طغیان نیل اغاز می‌شد، با قربانی کردن و خواندن سرود او را پرستش می‌کردند. خدای اوزیریس نیز ارتباط نزدیکی با رود نیل و حاصلخیزی زمین داشت. در طول جشنواره‌های روزهای طغیان نیل، پیکرهای گلی ازیریس با جو کاشته می شد.

## نظر تاریخدانان درباره کشاورزی در مصر
هرودوت، همان گونه که این مردم را در سال ۴۵۰ ق‌م دیده، آنان را با روح خوشبینی چنین وصف می‌کند:
آنان میوه‌های زمین را، با تحمل رنجی کمتر از هر ملت دیگر، به دست می‌آورند»… چه آنان ناچار نیستند زمین را خیش کنند یا بیل بزنند یا هر نوع کاری که دیگران برای به دست‌آوردن محصولی از دانه می‌کنند انجام دهند؛ این از آن جهت است که در آن هنگام که آب نیل خود به خود زیاد می‌شود، زمینهای آنان را آبیاری می‌کند، و چون آب پس می‌‌نشیند، هر کس بر زمین خود دانه می‌افشاند و خوکهای خود را بر آن رها می‌کند؛ چون این خوکها با دست و پای خویش دانه‌ها را در زمین نشاندند، وی منتظر می‌ماند تا هنگام درو برسد، آنگاه… محصول را جمع می‌کند.
همان گونه که خوکها دانه را با دست و پای خود می‌کاشتند، بوزینگان را نیز چنان آموخته بودند که میوه‌ها را از درختان بچینند؛ همین نیل، که زمین را آبیاری می‌کرد، هنگام پس نشستن، در برکه‌ها و مردابها مقدار زیادی ماهی ذخیره می‌کرد؛ دامی که هنگام روز برای صید ماهی به کار می‌رفت شبها از آن برای نگاهداری کشاورزان از شر گزش پشه استفاده می‌شد. ولی باید دانست که بخشندگی نیل بهره کشاورز نبود، چه هر جریبی از زمین مصر ملک فرعون به شمار می‌رفت و هیچ کسی بی‌اجازه او نمی‌توانست از آن بهره برداری کند. هر تعداد ساکنان مصر را، در قرن چهارم قبل از میلاد، در حدود ۷ میلیون نفر تخمین کرده‌اند.
برزگر ناچار بود مالیات سالانه‌ای میان ده یک تا پنج یک محصول به شاه بپردازد. اشراف، زمینداران و ثروتمندان دیگر زمینهای پهناوری در اختیار داشتند؛ برای آنکه اندازه‌ای از بزرگی این گونه املاک به دست آید، می‌گوییم که یکی از این گونه زمینداران هزار و پانصد ماده گاو داشته است. دانه بار و ماهی و گوشت عنوان خوراک اصلی مردم را داشت. در بازمانده‌ای از یک کتیبه چنین آمده است که شاگرد مدرسه چه چیزها حق دارد بخورد، و در آن نام سی و سه نوع گوشت جانور و مرغ، چهل و هشت نوع غذای پخته، و بیست و چهار نوع نوشیدنی آمده است. ثروتمندان بر خوراک خود شراب می‌پاشیدند و می‌خوردند و درویشان از شراب جوی تخمیر شده استفاده می‌کردند.
کشاورزان زندگی سخت و محقری داشتند. کشاورز «آزاد» تنها سرو کارش با تحصیلدار مالیات بود، و این شخص، بنابریک اصل اقتصادی که با گذشت زمان مستقر شده بود، با وی رفتار می‌کرد؛ یعنی «هر چه را قابل حمل و نقل بود» از وی می‌گرفت. نویسنده ظریفی از آن زمان، در باره مردانی که خوراک مصر را در زمان او فراهم می‌آورده‌اند، چنین می‌نویسد:
آیا در خیال خود مجسم ساخته‌ای که چون ده یک دانه‌بار را از کشاورزی به عنوان مالیات می‌گیرند چه حالی دارد؟ کرمها نیمی از گندم را خورده‌اند، و اسب آبی بازمانده را از میان برده است؛ بر مزرعه دسته‌های بزرگی از موش هجوم آورده و ملخ بر سر آن ریخته است و چهارپایان و پرندگان قسمت مهمی از آن را ربوده‌اند؛ اگر کشاورز لحظه‌ای از آنچه بر روی زمین برای وی باقی مانده غفلت کند، دزدان آن را خواهند برد. از این گذشته، تسمه‌هایی که گاوآهن و بیل را به وسیله آن می‌بندند پاره شده و باید نوشود؛ جفت گاو نیز، ‌که به گاوآهن بسته می‌شد، مرده است. درست در این هنگام، تحصیلدار از کشتی پیاده می‌شود تا ده یک را وصل کند؛ دربانان انبارهای]شاهی[ با چوبدستی، و زنگیان با شاخه‌های نخل، فرا می‌رسند و فریاد می‌زنند: بیایید، هم‌اکنون بیایید! ولی چیزی نیست که بگیرند؛ به همین جهت زارع بیچاره را بر زمین می‌اندازند و دست و پای او را می‌بندند و به طرف ترعه می‌کشند و، از سر، او را به آن می‌اندازند؛ زنش را نیز به او می‌بندند، کودکانش را به زنجیر می‌کشند و همسایگان از اطراف او فرار می‌کنند و در صدد آن برمی‌آیند تا دانه‌بار خود را پنهان سازند.
ویل دورانت در جواب این گزارش هرودوت می‌گوید:
البته این یک قطعه ادبی است که خالی از گزافگویی نیست، ولی نویسنده آن می‌توانست این مطلب را برنوشته خود بیفزاید که کشاورز در هر آن بیم آن داشته است که وی را به بیگاری بگیرند تا برای شاه کار کند، ترعه‌های او را بکند، راه بسازد، اراضی شاهی را کشت کند، سنگها و مسله‌ها را برای ساختن اهرام و معابد و کاخها بکشد. به گمان بیشتر، غالب کسانی که در مزارع کار نمی‌کردند به فقر تن در داده و بر آن شکیبایی می‌نمودند؛ بسیاری از آنان اسیران جنگی یا وامدارانی بوده‌اند که، از ناتوانی در پرداخت وام، به بندگی افتاده بودند. گاهی اوقات دستبردها و لشکرکشیهایی صورت می‌گرفت، تنها به این منظور که کسانی را به اسیری و بندگی بگیرند و به داخل کشور آرند؛ زنان و کودکانی را که به این ترتیب به چنگ می‌افتادند به هر کس که بهای بیشتری می‌پرداخت می‌فروختند. در موزه شهر لیدن نقش برجسته‌ای بر روی سنگ دیده می‌شود که در آن رشته درازی از اسیران آسیایی با حالت پریشان در کشتی جای دارند، و آنان را به اسیری می‌برند. تصاویر این اسیران، با دستهای بر پشت بسته یا بر گردن آویخته یا در کنده جای گرفته، و چهره‌هایی که از کینه آمیخته به ناامیدی حکایت دارد، چنان است که گویی بر روی سنگ جان دارد و با آدمی سخن می‌گوید.